# 東漸寺 (古河市)
東漸寺（とうぜんじ）は、茨城県古河市仁連にある真言宗豊山派の寺院。猿島坂東三十三観音霊場の第8番、及び茨城百八地蔵霊場の第46番である。

## 歴史
平安時代末の文治5年（1189年）、覚法により開基された。古河市の前林山東光寺の末寺であり、その一字をとって字号を東漸寺とした。文明5年（1469年）、松橋流の真言密教を伝えられる。延宝6年（1678年）、街の大火によって伽藍が焼失し、その後復興された。現在の本堂は昭和58年（1983年）年3月に建てられたものである。また、客殿及び庫裡は平成5年（1993年）に建てられた。

## 仏像等
・釈迦如来坐像（銅造）
本堂の前には、銅造の高さ5尺4寸（164.5cm）の釈迦如来坐像が露座する。頭部・体部・両肩・両脚部をそれぞれ別に鋳造して組み上げている。両手両首も別鋳で鋳掛けする。台座も同時期のものである。通肩の衲衣を着し、禅定印を結んで結跏趺坐する。台座正面に、元禄8年（1695年）と正徳4年（1714年）の年紀と、男女一人ずつの法名が刻まれており、釈迦如来坐像はこの時期に造立されたものと考えられる。 
江戸時代後期の文化年間に江戸幕府道中奉行所によって作成された日光街道の街道絵図の仁連宿の部分に、東漸寺境内に「濡れ仏」として記載されているが、それに該当する仏とされる。 
・宝冠釈迦如来坐像（木造）
寄木造・漆箔・玉眼嵌入・高さ32.1cmの宝冠釈迦如来坐像が祀られている。高髻を結い、精緻な金銅製宝冠をいただく。通肩の衲衣を着し、禅定印を結んで結跏趺坐する。このような宝冠釈迦の形式は、釈迦が宝冠をつけていた王子時代の姿とされ、14世紀以降、禅宗寺院を中心に盛行する。制作は南北朝時代（14世紀中頃）で、典型的な院派の作例である。 
・弘法大師・興教大師坐像（木造）
本堂内には、弘法大師・興教大師坐像が祀られている。
弘法大師坐像は、寄木造・彩色・玉眼嵌入・高さ47.3cmであり、円頂に衲衣の上に袈裟を懸け、右手は胸の前で掌を内にひねって五鈷杵を持ち、左手は膝の上で念珠を執る。制作は室町時代後期と考えられる。
興教大師坐像は、円頂に衲衣をまとい、両手は胸の前の衣の中で組み、結跏趺坐する。制作は江戸時代前期と考えられる。

## 十一面仲山観音堂
本堂から約500m北西に離れた場所には、仲山観音堂がある。仲山観音堂は、奈良時代の天平11（739年）年に鑑真和尚が下野国の薬師寺から十一面観音像を持ち込み安置、開山したとされる。その昔、仲山観音堂周辺には湿地帯が広がり、巡礼には船が利用されていた。湿地帯で地盤が弱かったため、大雨などによる洪水被害が度々発生した。その後、周辺地域の干拓、宅地化が行われ、本堂を現在の東漸寺本堂の場所へと移し、観音堂と石仏のみが残された。観音堂は木造平屋建・宝形造・銅板葺・桁行3間・梁間3間・正面１間向拝付・向拝欄間には龍・木鼻には獅子の彫刻・外壁は弁柄色を基調としている。猿島坂東三十三観音霊場第8番札所であり、観音堂に祀られている十一面観音像は巳年に御開帳される。また御開帳期間の中廻向（中日）には、本堂から仲山観音堂まで稚児行列が行われる。
仲山観音堂の境内には、「倶利伽羅不動」と呼ばれる龍を彫った石仏がある。観音堂の前に湧水池があり、干ばつの時には池の水を綺麗にして雨乞いを祈念すると、たちまち雨が降ってきたという雨乞い信仰があったことから、水神として石仏が造られたと考えられる。なお、現在の湧水池は観音堂右手の場所に移設されている。観音堂の裏手には、「仲山観世音古墳」と呼ばれる直径20m、高さ3ｍの円墳があり、古くから霊地とされてきたことが考えられる。
また、孫のために日参を行なっていた祖母に母乳が出たという伝説があり、安産・子育て・母乳祈願にご利益があるとされる。

## 文化財
境内のボダイジュ（菩提樹）が平成4年（1992年）年1月24日、茨城県指定文化財（天然記念物）に指定された。境内のボダイジュは推定樹齢500年を超え、高さ14m、太さ2.5mの大木である。6月末頃から7月にかけて淡い黄色の花が咲き、見頃を迎える。

## その他
東漸寺境内には、三峰神社の境外摂社がある。

## アクセス
- JRバス関東 19系統・51系統(東古河妻線 古河駅～大綱) 「山田十字路」バス停より徒歩12分（950m）